# Chlorocytus spicatus
Chlorocytus spicatus är en stekelart som först beskrevs av Walker 1835.  Chlorocytus spicatus ingår i släktet Chlorocytus och familjen puppglanssteklar. Arten är reproducerande i Sverige. Inga underarter finns listade i Catalogue of Life.